# Yoshiya Takemura
Yoshiya Takemura (jap. 竹村 栄哉 Takemura Yoshiya; ur. 6 grudnia 1973) – japoński piłkarz występujący na pozycji pomocnika.

## Kariera klubowa
Od 1992 do 2010 roku występował w klubach Bellmare Hiratsuka, Mito HollyHock, Oita Trinita, Omiya Ardija, Sagan Tosu i V-Varen Nagasaki.